# Kardžalijská oblast
Kardžalijská oblast (bulharsky Област Кърджали) je jedna z oblastí Bulharska. Leží na jihu země a jejím správním střediskem je Kărdžali.

## Administrativní dělení
Oblast se administrativně děli na 7 obštin.

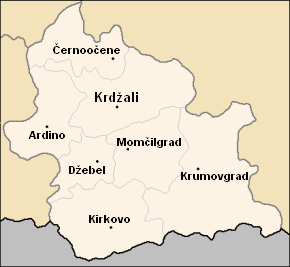
Kardžalijská oblast

| Obština - Ardino - Černoočene - Džebel - Kirkovo - Kărdžali - Krumovgrad - Momčilgrad | Sídlo - Ardino - Černoočene - Džebel - Kirkovo - Kărdžali - Krumovgrad - Momčilgrad |

## Města
Správním střediskem oblasti je Kărdžali, kromě sídelních měst jednotlivých obštin, přičemž Černoočene a Kirkovo městem nejsou, se zde žádná další města nenacházejí.

## Obyvatelstvo
K 15. prosinci 2024 v oblasti žilo 189 771 obyvatel a bylo zde trvale hlášeno 351 041 obyvatel. Podle sčítání 7. září 2021 bylo národnostní složení následující:
- Turci: 83 280 (66.7 %)
- Bulhaři: 37 383 (30.0 %)
- Romové: 1 354 (1.1 %)
- ostatní[p 2]: 2 770 (2.2 %)